# Jardim Piratininga (Osasco)
Jardim Piratininga é um bairro de Osasco. Seus loteamentos são: Jardim Piratininga; Inocoop (Gleba I).

## Localização
O bairro fica situado próximo à rodovia Castelo Branco. Zona norte da cidade de Osasco.
Está delimitado ao norte pelos bairros Castelo Brancoe IAPI; a leste com o bairro Rochdale; ao sul pelos bairros Setor Militar e Bonfim; a oeste faz fronteira com o município de Barueri.

### Locomoção
Quem reside no Piratininga tem acesso fácil aos terminais de ônibus desfrutando de linhas como Pinheiros, Vila Madalena, Ceasa, e Lapa. Pela Avenida Getulio Vargas ao Centro de Osasco diversos ônibus  chegam ao Largo de Osasco, em 10 minutos. Na Rua Paula Rodrigues tem ponto de taxi.

## Formação
Jardim Piratininga foi o primeiro bairro da zona norte de Osasco a receber malha urbana. Também com conexões com tribos tupis-guaranis, o bairro Piratininga carrega uma combinação de duas palavras indígenas: “pira”, que significa peixe, e “tininga”, que simboliza o adjetivo seco.
Piratininga era justamente o nome indígena dado à cidade de São Paulo, graças ao rio Tietê, que, quando transbordava, encalhava uma grande quantidade de peixes. Esses animais morriam e, posteriormente, ficavam secos pela exposição ao sol.

## Principais vias
- Avenida Getúlio Vargas
- Rua General Labatut
- Rua Vicente Rodrigues da Silva
- Rua Manoel Beckman
- Rua Montalverne
- Rua Amador Bueno
- Avenida dos Bandeirantes[1]

## Educação
- EMEI Lourdes Cândida Faria
- EMEF Saad Bechara
- EE Professor Elói Lacerda[2]
- EE Walter Negrelli

## Saúde
- UBS III José Hilário Santos[1]

## Demais serviços públicos prestados
- Armazém Piratininga
- Centro de Referência de Assistência Social - CRAS
- Centro Integrado 31 de Março
- Centro de Inclusão de Moradores em Situação de Rua
- Administração Regional 04
- INSS - Posto de Benefício
- Cartório Eleitoral - 331º Zona[1]

## Economia
Um bairro conhecido pelas indústrias: Ex Constran, Glico Salgadinhos, Alpicplast, Coffe Itallian e TG Polii.

### Comércio
Na Rua Paula Rodrigues tem uma estrutura comercial considerável. Tais como: loja de materiais para construção e utilidades domesticas,  Galeria Nanes, 2 bancas de jornais, 2 Farmácias, padarias, bares musicais e uma loja automotiva para autos.

## Atrações
No bairro destacam-se  o Boulevard (que fica na Avenida Getulio Vargas), o Sesi (Clube poliesportivo), a policlínica que virou Incor Instituto do Coração , AACD e o Parque Ecológico do Jardim Piratininga (que situa-se na Rua David Silva).

## Características do bairro
Um bairro divido em conjuntos residenciais e condomínios de um lado,  e do outro muitos galpoes e empresas de diversos setores.

## Dados da segurança pública do bairro
| Ocorrências de 2004                    | Números | Porcentagem % |
| -------------------------------------- | ------- | ------------- |
| Homicídio doloso                       | 10      | 2,50          |
| Homicídio culposo – delito de Trânsito | 2       | 0,50          |
| Tentativa de homicídio doloso          | 5       | 1,25          |
| Estupro                                | 2       | 0,50          |
| Tentativa de estupro                   | 1       | 0,25          |
| Corrupção de menores                   | 1       | 0,25          |
| Tráfico de entorpecentes               | 6       | 1,50          |
| Furto                                  | 144     | 36,00         |
| Roubo                                  | 153     | 38,25         |
| Roubo de veículos                      | 45      | 11,25         |
| Furto de veículos                      | 31      | 7,75          |
| Total Ocorrências                      | 400     | 100,0         |

Fonte - Secretaria de Gestão Estratégica – Pesquisa - 2005